# Россмор (Західна Вірджинія)
Россмор (англ. Rossmore) — переписна місцевість (CDP) в США, в окрузі Лоґан штату Західна Вірджинія. Населення — 241 особа (2020).

## Географія
Россмор розташований за координатами 37°48′16″ пн. ш. 81°59′35″ зх. д. / 37.80444° пн. ш. 81.99306° зх. д. (37.804555, -81.993016).  За даними Бюро перепису населення США в 2010 році переписна місцевість мала площу 1,63 км², з яких 1,61 км² — суходіл та 0,02 км² — водойми.

## Демографія
Згідно з переписом 2010 року, у переписній місцевості мешкала 301 особа в 109 домогосподарствах у складі 86 родин. Густота населення становила 185 осіб/км².  Було 121 помешкання (74/км²).
Расовий склад населення:
| - 97,7 % — білих - 0,3 % — корінних американців - 1,0 % — осіб інших рас |

До двох чи більше рас належало 1,0 %. Частка іспаномовних становила 0,3 % від усіх жителів.
За віковим діапазоном населення розподілялося таким чином: 20,3 % — особи молодші 18 років, 67,7 % — особи у віці 18—64 років, 12,0 % — особи у віці 65 років та старші. Медіана віку мешканця становила 41,8 року. На 100 осіб жіночої статі у переписній місцевості припадало 83,5 чоловіків;  на 100 жінок у віці від 18 років та старших — 84,6 чоловіків також старших 18 років.
Середній дохід на одне домашнє господарство  становив 47 389 доларів США (медіана — 43 750), а середній дохід на одну сім'ю — 46 095 доларів (медіана — 43 355). За межею бідності перебувало 7,4 % осіб, у тому числі 19,1 % дітей у віці до 18 років та 0,0 % осіб у віці 65 років та старших.
Цивільне працевлаштоване населення становило 168 осіб. Основні галузі зайнятості: мистецтво, розваги та відпочинок — 19,6 %, виробництво — 18,5 %, освіта, охорона здоров'я та соціальна допомога — 13,1 %, сільське господарство, лісництво, риболовля — 10,7 %.